# Ophiomyia ozeana
Ophiomyia ozeana är en tvåvingeart som beskrevs av Mitsuhiro Sasakawa 1998. Ophiomyia ozeana ingår i släktet Ophiomyia och familjen minerarflugor. Inga underarter finns listade i Catalogue of Life.